# Fornasari

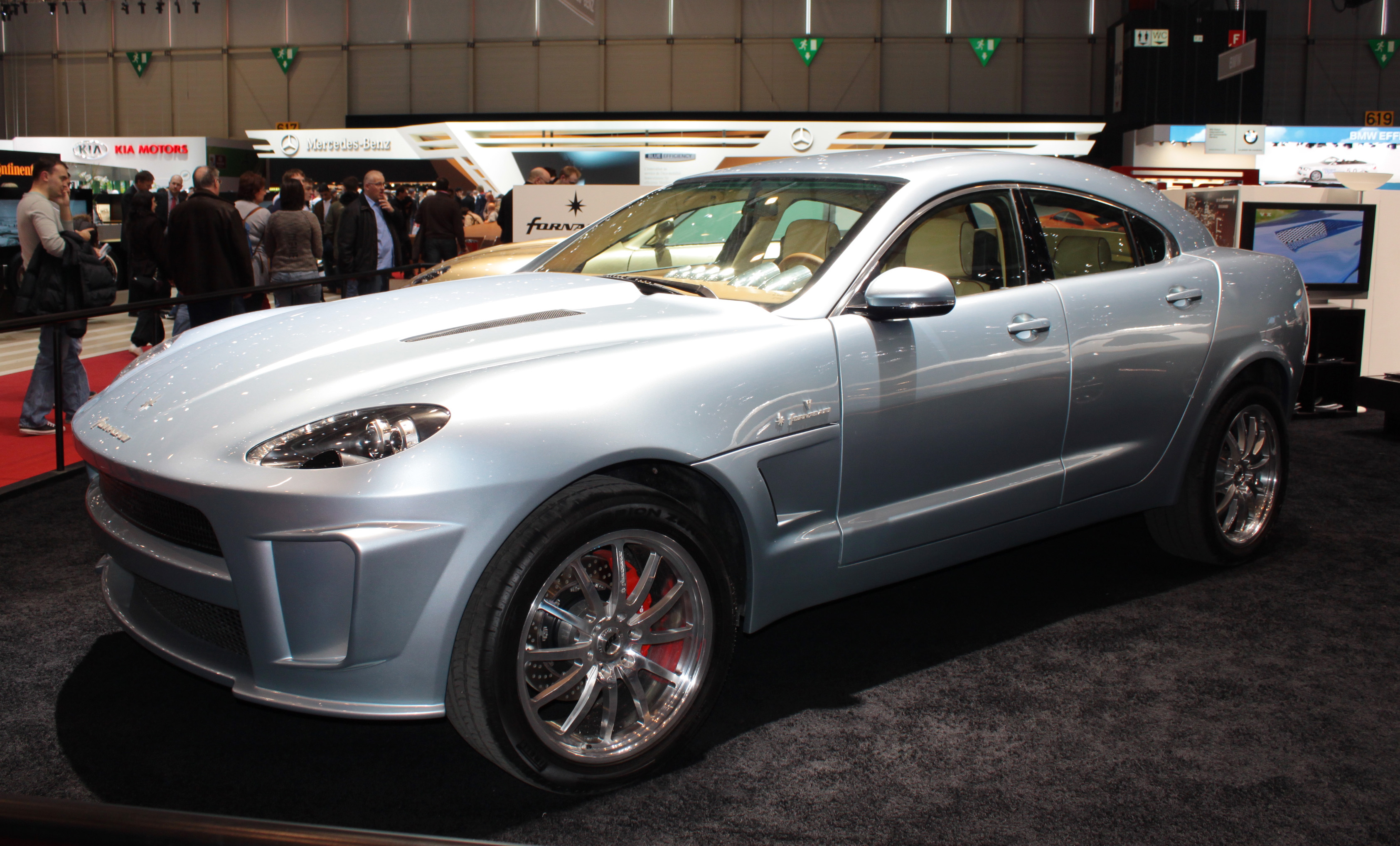
Fornasari RR 99

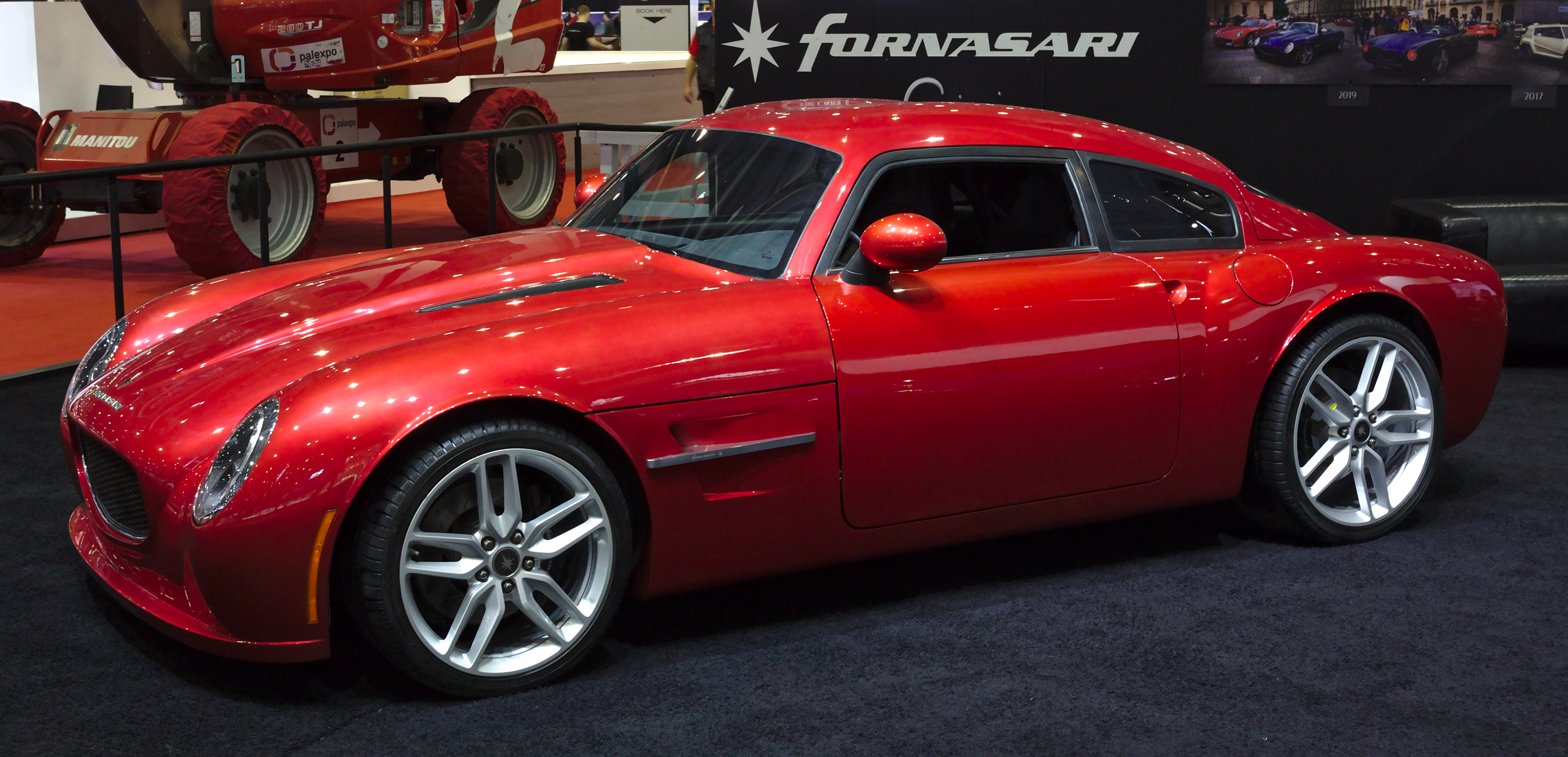
Fornasari Gigi 311 GT

Fornasari was een Italiaans merk van sportieve wagens. Het werd in 1999 opgericht door Giuseppe Fornasari.
In de jaren 90 importeerde Fornasari Corvettes uit Amerika en paste de wagens aan voor het racen. In 1998 werd begonnen aan een eigen model, een sportieve SUV die zo'n 200 km/u moest halen tussen de duinen en 300 km/u op verharde weg. De SUV, RR450 gedoopt, werd voor het eerst in productievorm aan het publiek getoond op het autosalon van Bologna in 2001. De motor, een 5700 cc V8, komt net zoals vele andere onderdelen van General Motors. In 2006 kreeg de RR450 een opvolger met de RR600. De motor komt opnieuw van General Motors en levert nu ongeveer 600 pk.
Naast de SUV bouwt Fornasari ook nog de LM (Le Mans), een GT-racewagen.